# Ларіонова Ольга Миколаївна
Ольга Миколаївна Ларіо́нова (рос. Ольга Николаевна Ларионова), справж. прізвище Тідеман (рос. Тидеман; нар.. 16 березня 1935, Ленінград) — російська радянська та російська письменниця в жанрі наукової фантастики.

## Навчання
Закінчила фізичний факультет Ленінградського університету.

## Трудова діяльність
Закінчивши виш працювала за спеціальністю — інженером в Центральному НДІ металургії та зварювання. Однак, почала змінювати професію: стала екскурсоводом на туристських поїздах. Їздила в основному в Прибалтику.

## Літературна творчість
В 1964 році О.Тідеман написала свій перший літературний твір — оповідання «Кицька». Воно було опубліковане в антології ленінградської фантастики «У світі фантастики і пригод».
Автор книг «Острів мужності» (1971), «Казка королів» (1981), «Знаки Зодіаку» (1983), «Соната моря» (1985) і ряду повістей і оповідань. У 1987 році за книгу «Соната моря» О. Ларионовой була вручена премія «Аеліта», що присуджується
Наступного року з'явився і перший великий твір — роман «Леопард з вершини Кіліманджаро» (1965).
А в 1967 році вона остаточно стала професійним письменником Ольгою Ларіоновою.
Період з 1966 по 1968 роки найбільш успішний — щороку виходило кілька творів. Всі вони були оформлені у збірник «Острів мужності», що побачив світ 1971 року.
Наступне десятиліття О.Ларіонова працювала мало: не було видано жодної книги. І лише у 1981 році побачив світ другий авторський збірник «Казка королів». Через два роки (у 1983 році) ще одне видання — «Знаки Зодіаку».
Перша повість автора була написана у 1985 році. Це перший твір трилогії «Соната моря». Повністю трилогія, озаглавлена «Лабіринт для троглодитів», побачила світ у 1991 році. В цьому році було опубліковано авторський збірник О.Ларіонової «Формула контакту».

### Космічна опера
У 1988 році О.Ларіонова змінила стилістику творчості на так звану стилізовану «космічну оперу>». Тому її повість «Чакра Кентавра» поєднала «високу» фентезі і традиційну радянську космічну наукову фантастику. Дещо згодом, у 1996 році з'явилося продовження повісті — твір «Делла-Уелла». Згодом, письменниця об'єднала ці два твори в роман «Вінценосний Крег».
В 2001 році було опубліковано роман «Євангеліє від Крега», а в 2005 році побачив світ «Місячний нетопир».

### Вплив картин Мікалоюса Чюрльоніса
О.Ларіонова сворила цикл оповідань-повістей за мотивами картин Мікалоюса Чюрльоніса: «Чакра Кентавра» тощо.

### О.Ларіонова про свою творчість
|  | І тут я можу знову повернутися до місії письменника. Мені здається, що одне з найістотніших завдань, які стоять перед ним, - це множити добро, уводити в свідомість ті норми, які не можуть бути встановлені законодавчо. Треба так соковито, так смачно писати, щоб людям захотілося наслідувати героям. А можна, навпаки, налякати, зупинити людей, аби уникнули небезпеки. Фантастика створює ті ситуації, для яких сьогодні ще немає умов у житті. Діти читають ці книги - і принципи, закладені в них в дитинстві, залишаться на все життя. Тому я і пишу фантастику. Я сподіваюся, що в світі додасться хоча б трохи співчуття, ніжності, мужності, романтики, добра. Хоча б трохи... |

## Нагороди та премії
- «Аеліта», 1987 — за повість «Соната моря» (1985) у номінації «Краща книга року», що присуджується Правлінням Спілки письменників РРФСР і редакцією журналу «Уральський слідопит».
- Премія «Мандрівник», 2001 // Паладін фантастики

### Книги
Романи
- 1965 — Леопард з вершини Кіліманджаро
- 1998 — Євангеліє від Крега
- 2005 — Місячний нетопир

Збірники
- 1971 — Острів мужності
- 1981 — Казка королів
- 1983 — Знаки Зодіаку
- 1988 — Чакра Кентавра
- 1991 — Лабіринт для троглодитів
- 1991 — Формула контакту
- 1995 — Створення світів
- 1996 — Вінценосний Крег
- 2001 — Чакра Кентавра
- 2001 — Леопард з Вершини Кіліманджаро

Повісті
- 1966 — Вахта «Араміса», або Небесна любов Паоли Пінкстоун
- 1968 — Літаючі кочівники: Глава 2 з повісті-буриме
- 1976 — Казка королів
- 1976 — Кільце Фернсуортов
- 1979 — Картель
  - Лабіринт для троглодитів
    - 1985 — Соната моря
    - 1989 — Клітчастий тапір
    - 1991 — Лабіринт для троглодитів

  - Вінценосний Крег:
    - 1988 — Зірочка По-лобі (Чакра Кентавра)
    - 1996 — Делла — Уеллі
    - 1991 — Формула контакту

Оповідання
- 1964 — Кицька
- 1965 — Ромашка / інша назва: «Поки ти працювала …»
- 1966 — Втрачено в майбутньому
- 1967 — Перебіжчик / інша назва: «Повернись за своїм Сторі»
- 1967 — На цьому самому місці
- 1967 — Розлучення по-марсіанському
- 1967 — Планета, яка нічого не може дати
- 1968 — Острів мужності
- 1968 — У моря, де край землі …
- 1969 — Звинувачення
- 1969 — Ця чортова волоть / інша назва: Під назвою «Чортова волоть»
- 1972 — Подвійне прізвище
- 1976 — Підсадна качка
- 1976 — Чорна вода у лісопилки
- 1977 — Дотягнути до океану
- 1977 — Де королівське полювання
- 1978 — «Лускунчик»
- 1979 — Вибір
- 1979 — Соната вужа
- 1979 — Вітання
- 1979 — Сторінки альбому / інша назва: «Сонце входить в знак Близнюків»
- 1980 — Декапарсек
- 1981 — Соната зірок. Алегро
- 1981 — Соната зірок. Анданте
- 1981 — Сонце входить у знак Водолія
- 1981 — Сонце входить у знак Діви
- 1981 — Несправжні
- 1983 — Створено світів
- 1986 — Ламаний гріш
- 1988 — Сон в літній день
- 1990 — Короткий діловий візит
- 1990 — Перун
- 1991 — Брехати до півночі
- 2001 — Не кричи: люди!